# Amalia del Palatinado
Amalia del Palatinado (25 de julio de 1490 en Heidelberg-6 de enero de 1524, Szczecin) fue un miembro de la familia Wittelsbach y condesa palatina de Simmern por nacimiento y duquesa de Pomerania-Wolgast por matrimonio.

## Biografía
Amalia era hija del Felipe del Palatinado (1448-1508) de su matrimonio con Margarita (1456-1501), hija del Duque Luis IX de Baviera-Landshut.
Se casó el 22 de mayo de 1513 en Stettin con el duque Jorge I de Pomerania-Wolgast (1493-1531). El matrimonio fue preparado por el duque Bogislao X de Pomerania, en un intento de obtener el apoyo del Palatinado en su disputa con el Electorado de Brandeburgo. Al mismo tiempo, el primo de Jorge, Enrique V de Mecklemburgo, se casó con la hermana de Amalia, Elena del Palatinado. El matrimonio de Amalia fue celebrado con mucha pompa y circunstancia, en presencia de muchos príncipes. Se dijo que durante la ceremonia nupcial, surgió una disputa entre los enviados de los reyes de Dinamarca y Polonia sobre su precedencia ceremonial.
La duquesa fue descrita como "modesta"; sabía cómo usar su estado como princesa reinante. El hijo de Amalia, Felipe I de Pomerania fue criado después de 1526 en Heidelberg en la corte del hermano de ella, el Elector Luis V del Palatinado.
Amalia, quien había tenido una salud enfermiza toda su vida, murió en 1524, a la edad de 33 años y fue enterrada en Szczecin.

## Familia
Amalia tuvo los siguientes hijos:
- Bogeslao XI (1514-1514)
- Felipe I (1515-1560), duque de Pomerania-Wolgast, quien se casó con la princesa María de Sajonia, (1515-1583) en 1536.
- Margarita (1518-1569), quien se casó con el duque Ernesto III de Brunswick-Grubenhagen (1518-1567) en 1547.